# 奧爾良鎮區 (愛荷華州溫納希克縣)
奧爾良鎮區（英語：Orleans Township）是位於美國愛荷華州溫納希克縣的一個行政鎮區。

## 地方資料
根據2010年美國人口普查的數據，奧爾良鎮區的面積為86.93平方千米，當中陸地面積為86.93平方千米，而水域面積為0.00平方千米。當地共有人口289人，而人口密度為每平方千米3.32人。